# Fernando Navarrete Rodrigo
Fernando Navarrete Rodrigo (Ciudad Real, Castilla-La Mancha; 19 de noviembre de 1980) es un piloto de automovilismo español especializado en turismos que ha sido cuatro veces campeón de copas nacionales monomarca. Es hijo del piloto Fernando Navarrete Perdices.

## Trayectoria

### Inicios
Influenciado por la afición al motorsport de su padre, Fernando Navarrete jr. se inició en el karting a los 8 años, compitiendo en el campeonato madrileño en la categoría alevín. En 1992 logra proclamarse subcampeón de españa de karting en la categoría Fórmula C. 

### Monoplazas
Saltó a los monoplazas en 1996, debutando en la Fórmula Toyota Castrol, donde se mantuvo 2 años más logrando ser cuarto y quinto de la general en esos respectivos años. En 1999 logró subir un escalón más al poder disputar varias rondas de la Temporada 1999 de Euro Open by Nissan con un coche de la escudería G-Tec patrocinado por los colores y logotipos de McDonald's, ya que su padre era el franquiciado de esa marca en Albacete. Ese año también participó en la Fórmula Supertoyota, quedando sexto en la clasificación final.
Seguiría en el Open by Nissan durante dos años más, aunque sin el presupuesto necesario para disputar temporadas enteras. Por ello, realizaría sus primeras participaciones con turismos en las 24 Horas de Barcelona y en el Renault Sport Clio Trophy europeo siendo piloto oficial Renault. En 2002 el Open by Nissan se dividiría en dos categorías, siendo la Fórmula Nissan 2000 la más nacional, para competir en ella, el Circuito de Albacete creó una escudería que duraría 5 rondas en activo y en la que Fernando pudo competir junto a su compañero de equipo Pedro Muñoz. A pesar de la escasa preparación técnica de la misma, Navarrete logró un podio en Monza.

### Paso a los turismos y GTs

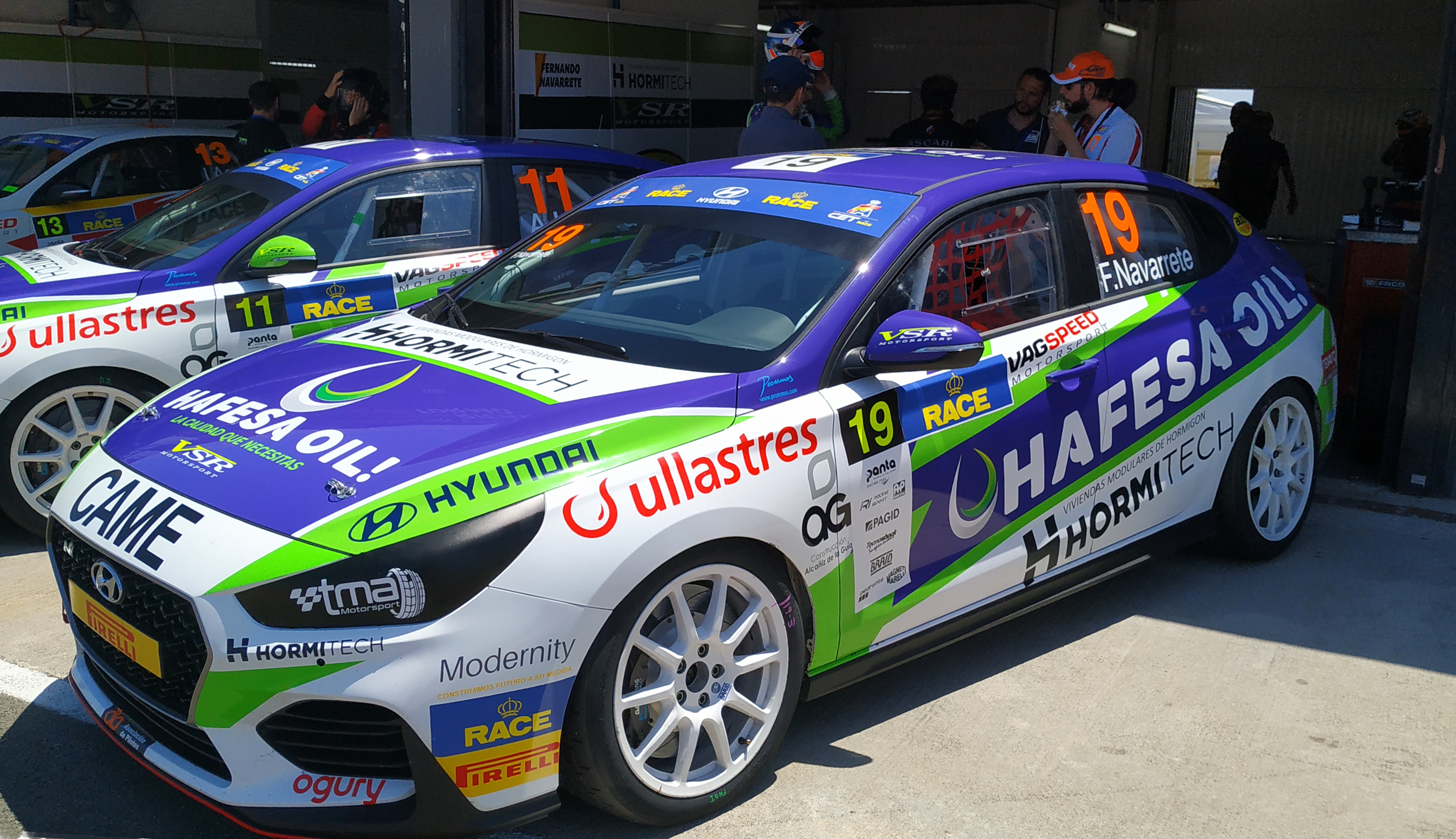
Hyundai de Navarrete en el CET 2019

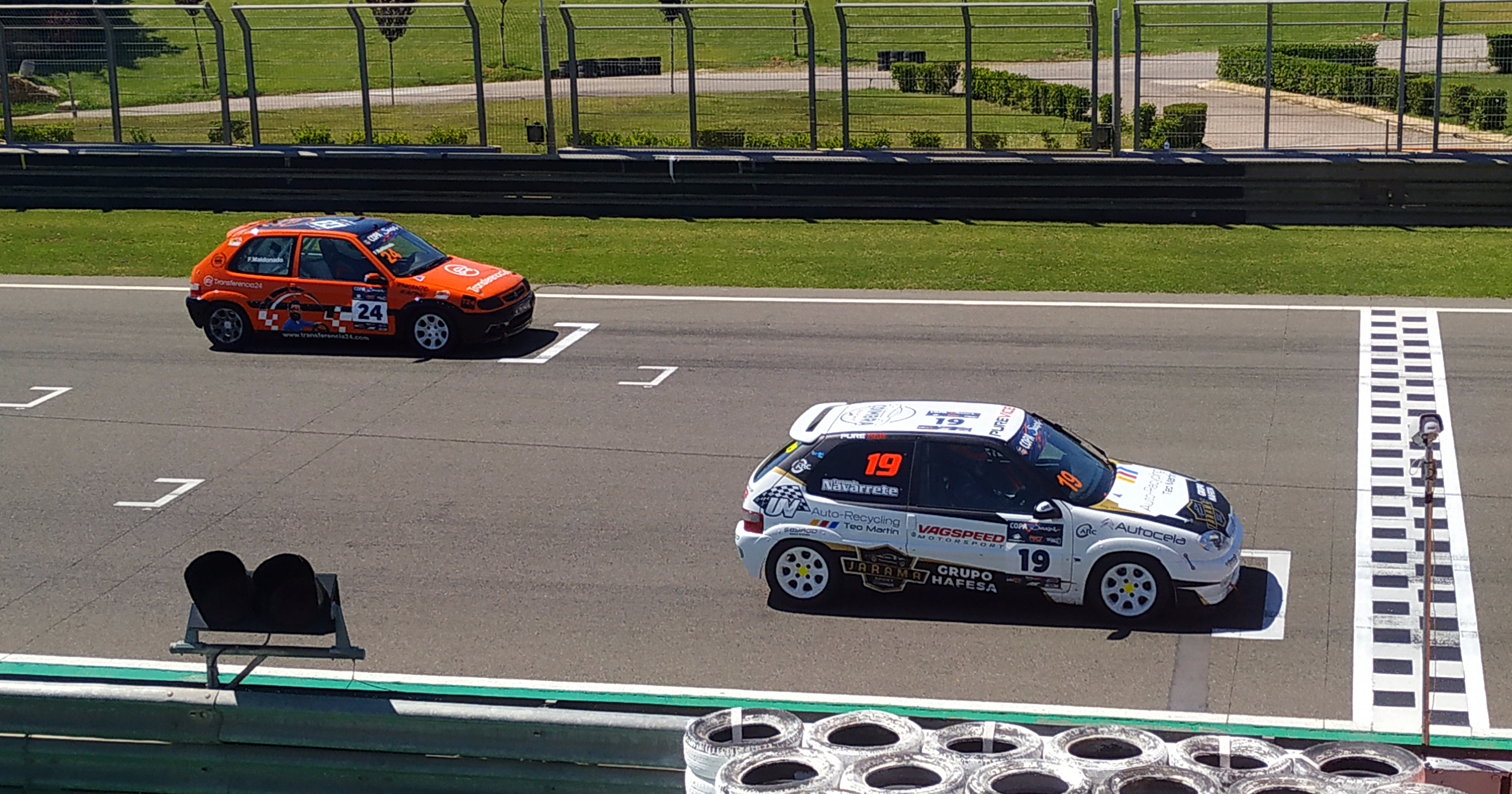
Navarrete liderando una parrilla de la Copa Saxo 2022

La escudería albaceteña se pasó a la Supercopa SEAT León, en ella no lograría destacar al quedar duodécimo pero logrando su primer podio. Sin embargo y sorprendiendo a muchos, en 2004 logró proclamarse vencedor de la disputadísima Copa Hyundai por 4 puntos de ventaja sobre un habitual en las copas monomarca de la época, David Izaguirre. Decidió el siguiente año pasarse a la Renault Clio Cup Española, donde estuvo tres temporadas protagonizando grandes duelos junto a los mejores pilotos "coperos" de esos años, siendo subcampeón, tercero y finalmente campeón de esta copa en 2007. Tras un pequeño descanso en 2008 con apariciones en algunos rallyes, en 2009 se apuntó a la Copa Peugeot 207, donde fue subcampeón esa temporada pero que acabaría ganando en 2011, ya dentro del CER y compartiendo coche con Gonzalo Martín de Andrés. Entre medio disputó la MINI Challenge España, siendo cuarto con Jorge Baeza como compañero. 
Tras varios años participando poco en competiciones nacionales debido a motivos familiares, en 2019 volvería de lleno al panorama participando en la vuelta del Campeonato de España de Turismos, protagonizando un gran duelo durante parte de la temporada con el campeón Borja García. Participaría ese año también en las 24 Horas de Spa y en la GT Open Cup empezando a establecerse al volante de los GTs. A finales del año sería uno de los seleccionados para representar a España en los FIA Motorsport Games.
En 2021 participaría en el TCR Spain y en la primera temporada de la Copa Saxo de forma completa, quedando tercero por detrás de los dos dominadores Iván Velasco y Marcos de Diego. Para la siguiente temporada logra el subcampeonato de la Supercars Endurance de nuevo con Gonzalo de Andrés como compañero dentro del nuevo equipo oficial McLaren Barcelona y repite en la Copa Saxo que acaba llevándose tras dominar la primera parte de la temporada.
En 2023 reaparecería en el GT Cup Open para disputar la temporada entera con el italiano Stefano Bozzoni a bordo de un Ferrari 488. Terminarían la temporada decimonovenos en el campeonato absoluto y octavos entre los Am. Curiosamente su predecesor como campeón de la Copa Saxo, Iván Velasco, campeonó esa temporada compartiendo coche con Jorge Cabezas en la misma escudería que Navarrete. En 2024 seguiría en la GT Cup europea, esta vez con su amigo Álvaro Lobera como compañero. Participarían en todas las rondas de la temporada menos en la última, alternando el Ferrari 488 del Mertel Motorsport de la temporada anterior, con un Porsche 992 GT3 llevado por SMC y el Team Skualo. Finalizaron decimoséptimos en la general y sextos en la clasificación AM. Este año Navarrete volvió a representar a España en los juegos olímpicos y se quedó a las puertas de la medalla, e hizo de manager del campeón de la primera temporada de la GR Cup Spain Adrián Ferrer.

## Resumen de trayectoria
| Temporada | Series                                    | Escudería                           | Carreras | Victorias | Poles | VR | Podios | Puntos | Pos. |
| --------- | ----------------------------------------- | ----------------------------------- | -------- | --------- | ----- | -- | ------ | ------ | ---- |
| 1996      | Fórmula Toyota Castrol 1300               | ?                                   | ?        | ?         | ?     | ?  | ?      | ?      | ?    |
| 1997      | Fórmula Toyota Castrol 1300               | ?                                   | ?        | ?         | ?     | ?  | 1      | 34,5   | 4.º  |
| 1998      | Fórmula Toyota Castrol 1300               | ?                                   | 8        | 1         | ?     | ?  | 3      | 33     | 5.º  |
| 1999      | Euro Open by Nissan                       | McDonald's G Tec                    | 8        | 0         | 0     | 0  | 0      | 0      | 27.º |
| 1999      | Fórmula Supertoyota                       | TCR Motorsport                      | 8        | 0         | 0     | 0  | 4      | 96     | 6.º  |
| 2000      | Renault Sport Clio Trophy                 | Renault España                      | ?        | ?         | ?     | ?  | ?      | 4      | 30.º |
| 2000      | Open by Nissan                            | Doors Engineering                   | 4        | 0         | 0     | 0  | 0      | 0      | 22.º |
| 2000      | 24 Horas de Barcelona                     |                                     |          |           |       |    |        |        | ?    |
| 2001      | Renault Sport Clio Trophy                 | Renault España Auto-In              | ?        | ?         | ?     | ?  | ?      | 6      | 27.º |
| 2001      | Open by Nissan                            | Repsol YPF - Meycom                 | 4        | 0         | 0     | 0  | 0      | 2      | 23.º |
| 2002      | Fórmula Nissan 2000                       | CMC Albacete                        | 9        | 0         | 0     | 0  | 1      | 53     | 9.º  |
| 2003      | Supercopa SEAT León Española              | Saoca Motorsport - CMC Albacete     | 12       | 0         | ?     | ?  | 1      | 48     | 12.º |
| 2004      | Copa Hyundai                              | Autorey                             | ?        | ?         | ?     | ?  | ?      | 286    | 1.º  |
| 2004      | F3 Española                               | ECA Racing                          | 2        | 0         | 0     | 0  | 0      | 3      | 18.º |
| 2005      | Renault Clio Cup España                   | ?                                   | ?        | ?         | ?     | ?  | ?      | 130    | 2.º  |
| 2005      | Eurocup Mégane Trophy                     | Racing for Belgium                  | 2        | 0         | 0     | 0  | 0      | 0      | 30.º |
| 2006      | Renault Clio Cup España                   | Team Elías                          | ?        | ?         | ?     | ?  | ?      | 176    | 3.º  |
| 2007      | Renault Clio Cup España                   | Team Elías                          | ?        | ?         | ?     | ?  | ?      | 226    | 1.º  |
| 2007      | 1000km Hyundai Cepsa                      |                                     |          |           |       |    |        |        | 1.º  |
| 2008      | Eurocopa SEAT León                        | Team Elías                          | 2        | 0         | 0     | 0  | 0      | 0      | NC   |
| 2009      | Copa Peugeot 207                          | Autorey                             | 12       | 5         | 1     | 1  | 8      | 314    | 2.º  |
| 2009      | MINI Challenge España                     | Autosa Marco Aldany                 | 8        | 1         | 0     | 0  | 2      | 58     | 13.º |
| 2009      | Supercopa SEAT León Italiana              | Rangoni Motorsport                  | 3        | 0         | 0     | 0  | 1      | 19     | 25.º |
| 2009      | 6 Horas de Bogotá                         | Radical 80                          |          |           |       |    |        |        | 3.º  |
| 2010      | MINI Challenge España                     | Food&Good SMC Junior                | 12       | 0         | 0     | 1  | 4      | 109    | 4.º  |
| 2011      | CER - Challenge Peugeot 207               | SMC - CM Circuito de Albacete       | ?        | ?         | ?     | ?  | ?      | ?      | 1.º  |
| 2016      | CER - Clase 1                             | Drivex School                       | 3        | 2         | ?     | ?  | 3      | 81,6   | 16.º |
| 2017      | Campeonato de España de Clásicos - Legend |                                     | ?        | ?         | ?     | ?  | ?      | 66     | 7.º  |
| 2018      | CER - Clase 3 D6                          | VSR Motorsport                      | 3        | 0         | ?     | ?  | 1      | 63,6   | 12.º |
| 2018      | 6 Horas de Bogotá                         | Team Radical España                 |          |           |       |    |        |        | ?    |
| 2019      | Campeonato de España de Turismos          | Hafesa Hormitech Racing Team        | 10       | 3         | 1     | 3  | 5      | 234    | 6.º  |
| 2019      | 24 Horas de Spa                           | Daiko Lazarus Racing                |          |           |       |    |        |        | NF   |
| 2019      | FIA Motorsport Games - GT                 | Team Spain                          |          |           |       |    |        |        | NF   |
| 2020      | Campeonato de España de GT                | SMC Junior Motorsport               | 4        | 0         | 0     | 0  | 1      | 94     | 11.º |
| 2020      | TCR Europa                                | SMC Junior Motorsport               | 2        | 0         | 0     | 0  | 0      | 1      | 32.º |
| 2021      | TCR Spain-CEST                            | SMC Motorsport                      | 15       | 0         | 1     | 2  | 4      | 347    | 4.º  |
| 2021      | Copa Saxo                                 | CDE Última Vuelta                   | 10       | 1         | 1     | 1  | 5      | 274    | 3.º  |
| 2021      | GT Cup Open                               | Three Sixty Racing Team             | 2        | 0         | 0     | 0  | 0      | 3      | 22.º |
| 2022      | Supercars Endurance - GT4                 | SMC McLaren Barcelona               | 5        | 2         | 2     | 1  | 4      | 118    | 2.º  |
| 2022      | GT4 European Series - ProAm               | SMC McLaren Barcelona               | 2        | 0         | 0     | 0  | 0      | 0      | NC   |
| 2022      | Copa Saxo                                 | CDE Última Vuelta                   | 10       | 5         | 3     | 2  | 7      | 535    | 1.º  |
| 2022      | FIA Motorsport Games - GT Cup             | Team Spain                          |          |           |       |    |        |        | 10.º |
| 2023      | GT Cup Open Europe                        | Mertel Motorsport                   | 8        | 0         | 1     | 2  | 0      | 12     | 19.º |
| 2023      | Clio Cup Europe                           | Chefo Sport                         | 4        | 0         | 0     | 0  | 0      | 4      | 35.º |
| 2024      | GT Cup Open Europe                        | Mertel Motorsport / SMC Skualo Team | 10       | 0         | 0     | 0  | 0      | 12     | 17.º |
| 2024      | FIA Motorsport Games - GT Cup             | Team Spain                          |          |           |       |    |        |        | 4.º  |
| Fuente:   |                                           |                                     |          |           |       |    |        |        |      |

## Resultados

### TCR Europe Touring Car Series
(Clave) (negrita indica pole position) (cursiva indica vuelta rápida)

| Año  | Equipo                | Auto            | 1   | 2   | 3   | 4   | 5   | 6   | 7   | 8   | 9   | 10  | 11  | 12  | Pos. | Pts. |
| ---- | --------------------- | --------------- | --- | --- | --- | --- | --- | --- | --- | --- | --- | --- | --- | --- | ---- | ---- |
| 2020 |                       |                 | LEC | LEC | ZOL | ZOL | MON | MON | BAR | BAR | SPA | SPA | JAR | JAR | 32°  | 1    |
| 2020 | SMC Junior Motorsport | Peugeot 308 TCR |     |     |     |     |     |     |     |     |     |     | 15  | 16  | 32°  | 1    |

#### Yokohama Trophy
(Clave) (negrita indica pole position) (cursiva indica vuelta rápida)

| Año  | Equipo                | Auto            | 1   | 2   | 3   | 4   | 5   | 6   | 7   | 8   | 9   | 10  | 11  | 12  | Pos. | Pts. |
| ---- | --------------------- | --------------- | --- | --- | --- | --- | --- | --- | --- | --- | --- | --- | --- | --- | ---- | ---- |
| 2020 |                       |                 | LEC | LEC | ZOL | ZOL | MON | MON | BAR | BAR | SPA | SPA | JAR | JAR | 11°  | 22   |
| 2020 | SMC Junior Motorsport | Peugeot 308 TCR |     |     |     |     |     |     |     |     |     |     | 5   | 4   | 11°  | 22   |